# Cinturón bíblico (Países Bajos)

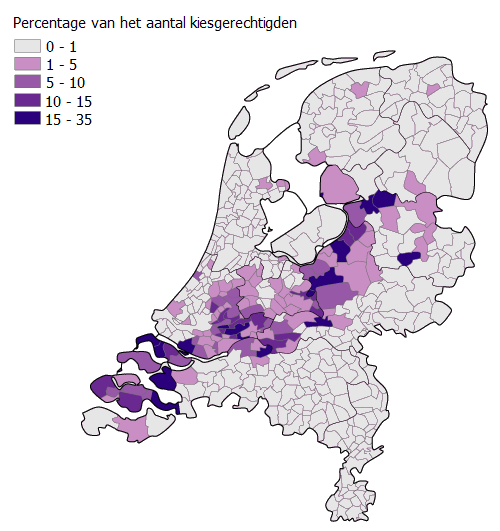
Áreas donde el Partido Político Reformado (SGP) de derecha cristiana neerlandesa recibió un número significativo de votos en 2010, en gran parte coextensivo con el cinturón bíblico neerlandés.

El cinturón bíblico (en neerlandés: bijbelgordel, biblebelt) es una franja de territorio en los Países Bajos que concentra el mayor porcentaje de protestantes conservadores ortodoxos calvinistas en el país. Su.nombre proviene de la analogía con el cinturón bíblico de los Estados Unidos.
El cinturón bíblico se extiende desde Zelanda, a través del oeste de Betuwe y Veluwe, hasta las partes del norte de la provincia de Overijssel. Algunos municipios en esta área son Yerseke, Tholen, Ouddorp, Opheusden, Kesteren, Barneveld, Nunspeet, Elspeet y Staphorst. Las tres ciudades más grandes consideradas como parte del cinturón bíblico son Ede, Veenendaal y Kampen. Fuera del cinturón bíblico hay otras comunidades considerables de protestantes calvinistas, como la ciudad de Rijssen.
Algunas comunidades con fuertes inclinaciones conservadoras protestantes están situadas fuera del cinturón. Por ejemplo, algunos municipios de Frisia como Dantumadiel tienen características típicas del cinturón bíblico. De manera similar, Urk, considerada por muchos como una de las comunidades más tradicionales del país, está separada del cinturón bíblico por el Noordoostpolder, un pólder creado en 1942.